# هومبيرتو دي كامبوس
هومبيرتو دي كامبوس هو كاتب وصحفي وشاعر وسياسي برازيلي، ولد في 25 أكتوبر 1886 في Humberto de Campos ‏ في البرازيل، وتوفي في 5 ديسمبر 1934 في ريو دي جانيرو في البرازيل. انتخب federal deputy of Maranhão ‏.